# DN18
DN18 este un drum național din România, care leagă Baia Mare de Sighetu Marmației, Borșa și Iacobeni și mai departe, via DN17, de Câmpulung Moldovenesc, Suceava și Vatra Dornei, în Bucovina. Traversează Munții Gutâi prin Pasul Gutâi (987 m) și cumpăna apelor din Carpații Orientali prin Pasul Prislop (1.416 m).